# ديفيد وين
ديفيد وين (بالإنجليزية: David Wain) (و. 1969  م) هو مخرج أفلام، وكاتب سيناريو، ومنتج أفلام، وممثل تلفزي، وممثل هزلي، وكاتب، ومنتج تلفزيوني، ومخرج تلفزيوني، ومؤدي أصوات، ومونتير، وممثل أفلام أمريكي، ولد في شاكير هايتس، أوهايو.

## التعليم
تعلم في مدرسة تيش العليا للفنون.

## وصلات خارجية
- ديفيد وين على موقع IMDb (الإنجليزية)
- ديفيد وين على موقع ألو سيني (الفرنسية)
- ديفيد وين على موقع ميوزك برينز (الإنجليزية)
- ديفيد وين على موقع أول موفي (الإنجليزية)
- ديفيد وين على موقع بوكس أوفيس موجو (الإنجليزية)
- ديفيد وين على موقع قاعدة بيانات الأفلام السويدية (السويدية)
- ديفيد وين على موقع إن إن دي بي (الإنجليزية)
- ديفيد وين على موقع ديسكوغز (الإنجليزية)
- ديفيد وين على موقع قاعدة بيانات الفيلم (الإنجليزية)
- ديفيد وين على موقع كينوبويسك (الروسية)